# Gonía
Gonía är en ort i Grekland.   Den ligger i prefekturen Nomós Prevézis och regionen Epirus, i den centrala delen av landet, 290 km nordväst om huvudstaden Aten. Gonía ligger 246 meter över havet och antalet invånare är 106.
Terrängen runt Gonía är varierad. Gonía ligger nere i en dal som går i nord-sydlig riktning. Runt Gonía är det glesbefolkat, med 20 invånare per kvadratkilometer. Närmaste större samhälle är Filippiáda, 16,9 km söder om Gonía. Trakten runt Gonía består till största delen av jordbruksmark.